# Loafers
Loafers è un singolo della cantante svedese Peg Parnevik, pubblicato il 1º giugno 2018.

## Video musicale
Il videoclip del brano, diretto da Linus Larsson, è stato postato sul canale YouTube della cantante. Il video vede protagonista la cantante insieme al modello Filip Lamprecht.

## Tracce
1. Loafers – 3:21 (testo: Peg Parnevik, Johan Gustafson, Josefin Glenmark – musica: Johan Gustafson)

## Classifiche
| Classifica (2018) | Posizione massima |
| ----------------- | ----------------- |
| Svezia            | 51                |